# 圣伯努瓦迪索
圣伯努瓦迪索（法語：Saint-Benoît-du-Sault，法語發音：[sɛ̃ bənwa dy so] ⓘ）是法国安德尔省的一个市镇，位于该省南部偏西，属于勒布朗区。

## 地理
圣伯努瓦迪索（46°26'26"N, 1°23'26"E）面积1.8 平方千米，位于法国中央-卢瓦尔河谷大区安德尔省，该省份为法国中部省份，北起卢瓦-谢尔省，西北接安德尔-卢瓦尔省，西南接维埃纳省，南至克勒兹省和上维埃纳省，东临谢尔省。
与圣伯努瓦迪索接壤的市镇（或旧市镇、城区）包括：拉沙特尔朗格兰、帕尔纳克、鲁西讷。

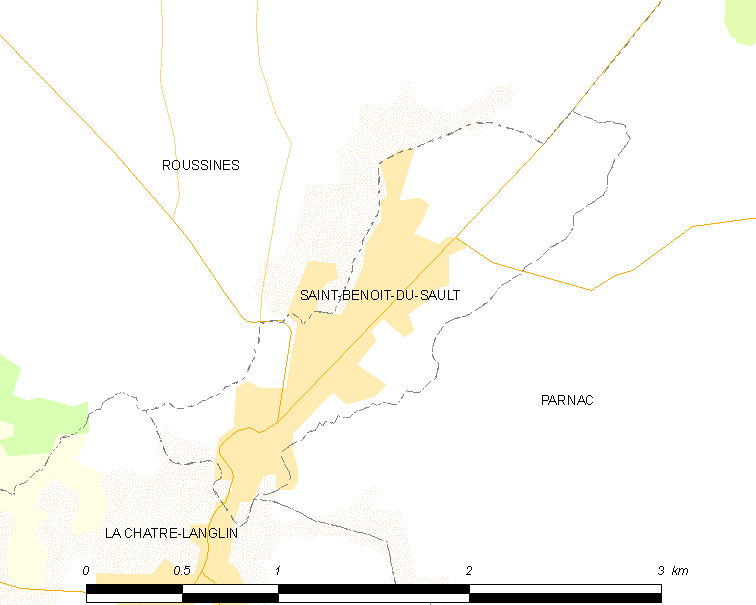
圣伯努瓦迪索的OSM定位图

圣伯努瓦迪索的时区为UTC+01:00、UTC+02:00（夏令时）。

## 行政
圣伯努瓦迪索的邮政编码为36170，INSEE市镇编码为36182。

## 政治
圣伯努瓦迪索所属的省级选区为圣戈捷县。

## 人口

1962-2008年间圣伯努瓦迪索人口变化图示

圣伯努瓦迪索于2022年1月1日时的人口数量为510人。